# Pulitzerova nagrada za književno djelo
Pulitzerova nagrada za književno djelo se dodjeljuje od 1948. za istaknuta djela američkih autora, poželjno s američkom tematikom. Ova nagrada zamijenila je Pulitzerovu nagradu za roman.
- 1948.: Tales of the South Pacific napisao James A. Michener
- 1949.: Guard of Honor napisao James Gould Cozzens
- 1950.: The Way West napisao A. B. Guthrie, Jr.
- 1951.: The Town napisao Conrad Richter
- 1952.: The Caine Mutiny napisao Herman Wouk
- 1953.: Starac i more napisao Ernest Hemingway
- 1954.: nije dodijeljena
- 1955.: A Fable napisao William Faulkner
- 1956.: Andersonville napisao MacKinlay Kantor
- 1957.: nije dodijeljena
- 1958.: A Death in the Family napisao James Agee
- 1959.: The Travels of Jaimie McPheeters napisao Robert Lewis Taylor
- 1960.: Advise and Consent napisao Allen Drury
- 1961.: Ubiti pticu rugalicu napisala Harper Lee
- 1962.: The Edge of Sadness napisaoEdwin O'Connor
- 1963.: The Reivers napisao William Faulkner
- 1964.: nije dodijeljena
- 1965.: The Keepers of the House napisala Shirley Ann Grau
- 1966.: Collected Stories napisla Katherine Anne Porter
- 1967.: Popravljač napisao Bernard Malamud
- 1968.: The Confessions of Nat Turner napisao William Styron
- 1969.: House Made of Dawn napisao N. Scott Momaday
- 1970.: Collected Stories napisla Jean Stafford
- 1971.: nije dodijeljena
- 1972.: Angle of Repose napisao Wallace Stegner
- 1973.: The Optimist's Daughter napisala Eudora Welty
- 1974.: nije dodijeljena 1
- 1975.: The Killer Angels napisao Michael Shaara
- 1976.: Humboldt's Gift napisao Saul Bellow
- 1977.: nije dodijeljena
- 1978.: Elbow Room napisao James Alan McPherson
- 1979.: The Stories of John Cheever napisao John Cheever
- 1980.: Krvnikova pjesma napisao Norman Mailer
- 1981.: A Confederacy of Dunces napisao John Kennedy Toole
- 1982.: Rabbit Is Rich napisao John Updike
- 1983.: Boja purpura napisala Alice Walker
- 1984.: Ironweed napisao William Kennedy
- 1985.: Foreign Affairs napisla Alison Lurie
- 1986.: Lonesome Dove napisao Larry McMurtry
- 1987.: A Summons to Memphis napisao Peter Taylor
- 1988.: Beloved napisala Toni Morrison
- 1989.: Breathing Lessons napisala Anne Tyler
- 1990.: The Mambo Kings Play Songs of Love napisao Oscar Hijuelos
- 1991.: Rabbit At Rest napisao John Updike
- 1992.: A Thousand Acres napisala Jane Smiley
- 1993.: A Good Scent from a Strange Mountain napisao Robert Olen Butler
- 1994.: The Shipping News napisala E. Annie Proulx
- 1995.: The Stone Diaries napisala Carol Shields
- 1996.: Independence Day napisao Richard Ford
- 1997.: Martin Dressler: The Tale of an American Dreamer napisao Steven Millhauser
- 1998.: Američka pastorala napisao Philip Roth
- 1999.: Sati napisao Michael Cunningham
- 2000.: Interpreter of Maladies napisao Jhumpa Lahiri
- 2001.: The Amazing Adventures of Kavalier & Clay napisao Michael Chabon
- 2002.: Empire Falls napisao Richard Russo
- 2003.: Middlesex napisao Jeffrey Eugenides
- 2004.: The Known World (ISBN 0060557540) napisao Edward P. Jones
- 2005.: Gilead - Marilynne Robinson
- 2006.: March - Geraldine Brooks
- 2007.: The Road - Cormac McCarthy
- 2008.: Kratak, čudnovat život Oscara Waoa - Junot Díaz
- 2009.: Olive Kitteridge - Elizabeth Strout
- 2010.: Tinkers - Paul Harding
- 2011.: A Visit From the Goon Squad - Jennifer Egan
- 2012.: nije dodijeljena
- 2013.: The Orphan Master's Son - Adam Johnson
- 2014.: The Goldfinch - Donna Tartt
- 2015.: Svjetlo koje ne vidimo - Anthony Doerr
- 2016.: The Sympathizer - Viet Thanh Nguyen
- 2017.: The Underground Railroad - Colson Whitehead
- 2018.: Less - Andrew Sean Greer
- 2019.: The Overstory - Richard Powers
- 2020.: The Nickle Boys - Colson Whitehead
- 2021.: The Night Watchman - Louise Erdrich

1
Književni žiri je jednoglasno dodijelio nagradu 1974. godine djelu Thomasa Pynchona "Gravity's Rainbow", no ostatak žirika je uložio veto, tako da nagrada nije dodijeljena.

## Poveznice
- Nobelova nagrada za književnost